# 幻想三國誌系列
幻想三國誌系列游戏，是由宇峻奧汀公司出品的一款單機角色扮演遊戲 (RPG)，其背景為三国時期。本作於2003年6月24日發行第一部作品，並於2008年7月2日
發行四代外傳，為本系列之最終作。
2015年11月19日宇峻奧汀宣佈將於與广州叶游合作推出《幻想三國誌5》，並將以單機手遊方式推出。而後，幻想三國誌5手機版更名為《幻想三國誌：天環緣》，另外，宇峻奧汀宣布將與鳳凰遊戲合作，推出正統PC版續作「幻想三國誌5」。
本作的遊戲背景順序為：
幻想三國誌3 → 幻想三國誌貳 → 幻想三國誌 → 幻想三國誌4 ＆ 幻想三國誌4外傳 → 幻想三國誌5

## 歷史

### 單機遊戲
| 2003 | 幻想三國誌            |
| 2004 |                       |
| 2005 | 幻想三國誌貳          |
| 2006 |                       |
| 2007 | 幻想三國誌3           |
| 2007 | 幻想三國誌4           |
| 2008 | 幻想三國誌4外傳       |
| 2009 |                       |
| 2010 |                       |
| 2011 |                       |
| 2012 |                       |
| 2013 | 幻想三國誌異傳        |
| 2014 | 傲視三國              |
| 2015 |                       |
| 2016 |                       |
| 2017 |                       |
| 2018 | 幻想三國誌5           |
| 2019 |                       |
| 2020 |                       |
| 2021 |                       |
| 2022 | 幻想三國誌—天元異事錄 |

- 2003年6月24日，推出幻想三國誌
- 2005年7月30日，推出幻想三國誌貳
- 2007年1月23日，推出幻想三國誌3
- 2007年12月19日，推出幻想三國誌4
- 2008年7月2日，推出幻想三國誌4外傳
- 2018年4月25日，推出幻想三國誌5

### 網頁遊戲
- 2013年，推出幻想三國誌異傳【2015年9月25日終止營運】[6][7][8]

### 手機線上遊戲
- 2014年，推出傲視三國（原命名為幻想三國誌S）【終止營運】[9]

- 2022年，推出幻想三國誌—天元異事錄

## 合作活動
- 2008年，於新絕代雙驕Online推出相關活動[10]
- 2015年，於三国群英传2.5 Online推出相關活動[11]

## 各代主題曲
| 遊戲     | 歌名       | 演唱者 | 備註   |
| -------- | ---------- | ------ | ------ |
| 一代     | 永远的旋律 | 黄丽星 | 主題曲 |
| 一代     | 尽头       | 蔡順鵬 | 片尾曲 |
| 二代     | 界线       | 黃珮琄 | 主題曲 |
| 二代     | 情衷       | 黃珮琄 | 片尾曲 |
| 三代     | 出发       | 董貞   | 主題曲 |
| 三代     | 迷宫       | 黃珮琄 | 插曲   |
| 三代     | 默契       | 李怡蓁 | 片尾曲 |
| 四代     | 那天       | 洪一平 | 主題曲 |
| 四代     | 獨酌       | 洪一平 | 片尾曲 |
| 四代外傳 | 彩虹       | 洪一平 | 主題曲 |
| 四代外傳 | 思念       | 洪一平 | 片尾曲 |
| 五代     | 初心       | 銀臨   | 主題曲 |
| 五代     | 憶夢       | 嫌棄   | 片尾曲 |

## 外部連結

### 官方網站
- 幻想三國誌官方網站 （页面存档备份，存于）
- 幻想三國誌貳官方網站 （页面存档备份，存于）
- 幻想三國誌3官方網站 （页面存档备份，存于）
- 幻想三國誌4官方網站 （页面存档备份，存于）
- 幻想三國誌4外傳官方網站 （页面存档备份，存于）
- 幻想三國誌5繁體官方網站 （页面存档备份，存于）
- 幻想三國誌5簡體官方網站 （页面存档备份，存于）
- 幻想三國誌異傳官方網站

### 其他連結
- 幻想三國誌5官方微博 （页面存档备份，存于）
- 幻想三國誌 臉書粉絲專頁 （页面存档备份，存于）
- 宇峻奧汀單機遊戲更新檔下載網頁 （页面存档备份，存于）